# مانداب‌مرغ زردوقهوه‌ای
مانداب‌مرغ زردوقهوه‌ای (نام علمی: Pseudoleistes virescens) نام یک گونه از سرده مرغ‌های مانداب است.